# Edward Lee Greene

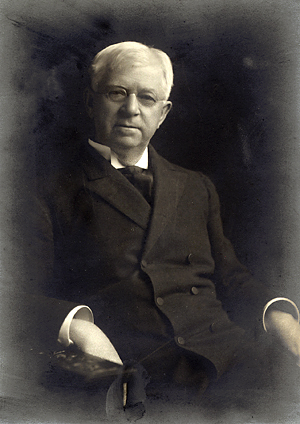
Edward Lee Greene

Edward Lee Greene (* 20. August 1843 in Hopkinton, Rhode Island; † 10. November 1915 in Washington, D.C.) war ein US-amerikanischer Botaniker und Theologe. Sein botanisches Autorenkürzel lautet „Greene“.

## Leben und Wirken
Edward Lee Greene wurde am 20. August 1843 in Hopkinton, etwa 30 Meilen südwestlich von Providence, geboren. Bereits als Kind interessierte er sich für Pflanzen. 1855 zog die Familie nach Illinois, bald danach weiter in den kleinen Albion im Dane County im südlichen Wisconsin. Greene kam 1859 auf die Albion Academy, die von der Northwestern Seventh Day Baptist Association (bis 1894) betrieben wurde. An dieser stark religiös geprägten Einrichtung lehrte Thure Kumlien, ein schwedischer Naturforscher, der an der Universität Uppsala studiert hatte. Kumlien unternahm Feldexkursionen mit Studenten. Durch Kumlien wurde Greene in seinen botanischen Interessen bestärkt, und auch das Interesse an klassischen und modernen Sprachen – das Greenes Leben lang anhalten sollte – wurde in ihm geweckt. Bis zu Kumliens Tod 1888 standen die beiden in Verbindung.
Im August 1862 ging Greene – ebenso wie sein Vater und zwei Brüder – zur Thirteenth Wisconsin Infantry der Union Army. Er war wenig in Kämpfe verwickelt und nutzte ausgiebig die Gelegenheit, Pflanzen zu sammeln. Greene kam nicht über den Rang eines Private hinaus und verließ die Union Army am 13. Juli 1865.
Danach kehrte er zur Albion Academy zurück, wo er 1866 mit einem Bachelor of Philosophy abschloss. Daraufhin begann er, in ländlichen Gemeinden in der Umgebung von Decatur in Illinois zu lehren. Neben seinem Interesse für Pflanzen widmete er sich in der Zeit auch anderen naturwissenschaftlichen Themen wie der Taxidermie. Er logierte längere Zeit bei einer deutschen Familie, wo er so gut Deutsch lernte, dass er die Sprache 1869 an der Albion Academy lehren durfte. Nach einem Dissens mit der Schulverwaltung gab er seine Lehrbefugnis jedoch auf und wandte sich wieder nach Illinois.
1870 beschloss Greene, weiter westlich zu ziehen. Er kontaktierte Asa Gray und George Engelmann, die ihn unterstützten und Interesse an seinen Diensten als Pflanzensammler bekundeten. Im April 1870 kam Gray in der Umgebung von Denver an, wo er den folgenden Sommer Pflanzen sammelte. Im Herbst wandte er sich wieder stärker seiner religiösen Seite zu. Aufgewachsen in einer baptistischen Familie, war er in Illinois Methodist gewesen. Nun in Colorado orientierte er sich religiös neu. Er besuchte den Bischof der Episcopal Church in Denver und beschloss Anfang 1871, am 1870 neu eröffneten College Jarvis Hall in Golden in einer Doppelrolle zu wirken – als Lehrer für Botanik und gleichzeitig als candidate for the holy order (Priesteranwärter). Im September 1871 wurde er zum Sacred Order of Deaconry zugelassen. Er übernahm die Leitung einer Kongregation in Greeley, Colorado und wurde Ende Januar 1873 als Priester ordiniert. Er wurde Pastor einer Kirchgemeinde in Pueblo, Colorado. Greenes botanische Interessen rückten zeitweise in den Hintergrund. Im August 1872 schloss er sich auf Einladung Asa Grays einer Gruppe an (darunter Gray und Charles Christopher Parry), die in Colorado die Berge Parry’s Peak und Gray’s Peak bestieg.
Im Februar 1874 übernahm Greene als Pastor eine Kirchengemeinde in Vallejo California in der Nähe von San Francisco; im April 1875 kehrte er als rector einer Kirche in Georgetown zurück nach Colorado. Im März 1876 zog Greene als Missionar nach Yreka California. Im Frühjahr 1877 bereiste er Arizona und das südwestliche New Mexico. Er blieb den Sommer über in der Gegend von Silver City. Seine nächste Station war Creswell, Colorado, wo er sich bis 1879 aufhielt. In dieser Zeit sammelte er Pflanzen sowohl in Colorado als auch in Arizona, New Mexico und in Mexiko. Am 21. Februar 1880 kehrte er nach Silver City zurück. Hier botanisierte er unter anderem in den Mogollon Mountains und dem Piños Altos Range. Im gleichen Jahr begann er, Pflanzen aus New Mexico in der Botanical Gazette zu veröffentlichen. Im Folgejahr 1881 übernahm er die Mission als rector an die St. Mark’s Episcopal Church im kalifornischen Berkeley. Mit seiner Ankunft in Kalifornien änderte er seine religiöse Einstellung, weg von der Episkopalen Doktrin hin zum Römisch-Katholischen Glauben. 1883 war seine Kirchengemeinde auf die Hälfte geschmolzen, woraufhin die Episcopal Church ihn aus der Kirche ausschloss. Er legte seine Ämter dort nieder und wurde 1884 römischer Katholik. Ungefähr zur gleichen Zeit orientierte sich Greene von den Botanikern aus den östlicheren Bundesstaaten wie Asa Gray weg und wandte sich Botanikern der westlichen Staaten wie Parry zu. Henry Hurd Rusby und John Gill Lemmon sandten ihm Pflanzen zu. Im September 1882 begann er mit Vorlesungen an der University of California. Ab 1883 veröffentlichte er kalifornische Pflanzen in der Botanical Gazette; er wurde Kurator des Herbariums an der California Academy of Sciences. 1885 erhielt er die Stelle als instructor in botany an der University of California. Im gleichen Jahr wurde er formal in der Römisch-Katholischen Kirche aufgenommen.
Greene begründete 1887 die Zeitschrift Pittonia. 1890/91 richtete die Universität einen eigenen botanischen Lehrstuhl ein, den Greene erhielt; 1891 wurde er ordentlicher Professor. 1892 war er – zusammen mit John Merle Coulter und Nathaniel Lord Britton – einer der drei US-amerikanischen Vertreter beim International Committee on Botanical Nomenclature. 1893 wurde er zum Präsidenten des Botanical Congress in Madison, Wisconsin, gewählt. In dieser Zeit wurde er ein aggressiver Streiter für eine Reform der Nomenklatur; es gab Meinungsverschiedenheiten mit anderen Botanikern wie auch dem Universitätspräsidenten. 1894 nahm Greene eine Professur für Botanik an der Catholic University in Washington, D.C. an. Dort hatte er die School of Biological Sciences in Personalunion allein inne und hatte nur wenige Studenten. Er gab sein Amt im September 1904 zurück und arbeitete als unbezahlter associate. Sein Interesse schwenkte nun von Taxonomie und Systematik über zur Geschichte der Botanik. Seine umfangreichen Sprachkenntnisse halfen ihm dabei, literarisches Material, das ihm vom Smithsonian Institute (neben einem geringen monatlichen Salär) zur Verfügung gestellt wurde, durchzuarbeiten. 1907 war der erste Band seines auf mehrere Bände angelegten Werkes fertig; es wurde als Landmarks of Botanical History Part I. 1909 veröffentlicht. Den zweiten Band hat Greene begonnen, aber nie vervollständigt. Er wurde vom Smithsonian Institute 1936 als Schreibmaschinenkopie produziert und erst 1983 richtig veröffentlicht.
1907 bekundete Greene nach Kontaktaufnahme mit einem ehemaligen Studenten an der Catholic University – der Professor für Botanik an der University of Notre Dame in South Bend, Indiana wurde – Interesse, dorthin zu ziehen. Nach Besuch und Verhandlungen mit dem dortigen Präsidenten kam Greene im Frühjahr 1915 nach South Bend. Im Oktober 1915 ging er nochmals nach Washington DC., wo er an seiner Botanical History weiterschreiben wollte. Er erkrankte und kam ins Providence Hospital, wo er am 10. November 1915 verstarb.

## Ehrungen
1894 erhielt er ehrenhalber einen LL.D. von der University of Notre Dame in South Bend, Indiana. Die Pflanzengattungen Greenella A.Gray aus der Familie der Korbblütler (Asteraceae), Greeneocharis Gürke et Harms aus der Familie der Raublattgewächse (Boraginaceae) sowie Legenere McVaugh (letztere als Anagramm) aus der Familie der Glockenblumengewächse (Campanulaceae) sind zu seinen Ehren benannt.

## Schriften (Auswahl)
- Flora franciscana. (1891–1897).
- Manual of the Botany of the Region of San Francisco Bay. 1894.
- Edward Lee Greene: Landmarks of Botanical History. Hrsg.: Frank N. Egerton. Part 1. Stanford University Press, 1983, ISBN 0-8047-1075-9.
  - ursprünglich veröffentlicht als: Edward Lee Greene: Landmarks of Botanical History 1. Prior to 1562 A.D. Smithsonian Institution, Washington 1909, OCLC 174698401.
- Edward Lee Greene: Landmarks of Botanical History. Hrsg.: Frank N. Egerton. Part 2. Stanford University Press, 1983, ISBN 0-8047-1075-9.